# Tylanthes louisiadensis
Tylanthes louisiadensis är en fjärilsart som beskrevs av Rothschild 1913. Tylanthes louisiadensis ingår i släktet Tylanthes och familjen björnspinnare. Inga underarter finns listade i Catalogue of Life.